# Khaled Hadj Ibrahim
Khaled Hadj Ibrahim (tiếng Ả Rập: خالد حاج إبراهيم , sinh ngày 29 tháng 2 năm 1960), nổi tiếng với tên sân khấu Khaled , là một nhạc sĩ, ca sĩ và nhạc sĩ người Algeria sinh ra ở Oran. Ông bắt đầu thu âm ở tuổi thiếu niên dưới tên Cheb Khaled (الشاب خالد, tiếng Ả Rập cho "Young Man" Khaled, trái ngược với những người lớn tuổi Sheikh) và đã trở thành ca sĩ Algeria nổi tiếng nhất thế giới Ả Rập và trên nhiều lục địa. Sự nổi tiếng của ông đã mang lại cho ông danh hiệu không chính thức "King of Raï".  Ca khúc nổi tiếng nhất của ông là " Didi ", " Aïcha , "C'est la vie "cũng như" Alech Taadi ", nổi bật trong bộ phim" The Fifth Element " 